# Monicas diskografi
Detta är en heltäckande lista över officiella skivsläpp av den amerikanska R&B-sångerskan Monica. Fram till januari 2011 har hon gett ut 6 studioalbum, en EP-skiva, ett samlingsalbum samt tjugotvå musiksinglar under Rowdy Records, Arista Records och hennes nuvarande skivbolag J Records.
Från början signerades Monica under Rowdy Records och släppte därefter sitt debutalbum, Miss Thang, i juli 1995. Skivan blev en kommersiell smash-hit som sålde över 1,5 miljoner kopior i USA och framhävde de två platinacertifierade hitsen "Don't Take It Personal (Just One of Dem Days)" och "Before You Walk Out of My Life" som gjorde henne till den yngsta artisten i USA med två listettor på rad på USA:s R&B-lista Billboard Hot R&B/Hip-Hop Songs. Monicas andra studioalbum, The Boy Is Mine, gavs ut 1998 och hade enorma internationella framgångar hjälpt av skivans ledande singel med samma namn, en grammy-vinnande duett med den jämgamla R&B-sångerskan Brandy. Albumet framhävde fem kommersiellt utgivna singlar, däribland de två listettorna på USA:s Billboard Hot 100: "The First Night" och "Angel of Mine". Tack vare Monicas två framgångsrika musikalbum och singlar kom hon att cementeras som en av 90-talets största artister.
År 2003, efter flera privata problem och ett skivbolagsbyte till J Records, släpptes sångerskans fjärde studioalbum med den självbiografiska titeln After the Storm, som bestod av en omarbetning av Monicas outgivna tredje studioalbum All Eyez On Me (2002). Skivan blir sångerskans första och hittills enda studioalbum att debutera på Billboard 200:s förstaplats. Albumet framhävde även listettan "So Gone". Hennes femte album, The Makings of Me gavs ut 2006 men betraktades dessvärre som en kommersiell flopp. År 2010 släpptes uppföljaren Still Standing vars inspelning följdes av reality-serien Monica: Still Standing. Albumet framhävde R&B-hitsen "Everything to Me och "Love All Over Me". 
Monica har till dato sålt över 20 miljoner album globalt och med en karriär på över femton år blev hon 2010 den första artisten i USA med musiksinglar som toppade singellistan Billboard Hot R&B/Hip-Hop Songs under 90, 00 och 2010-talet.

## Album

### Studioalbum
| Titel                                                              | Albumdetaljer                                                                | Topp positioner | Topp positioner | Topp positioner | Topp positioner | Topp positioner | Topp positioner | Topp positioner | Topp positioner | Topp positioner | Topp positioner | Certifiering                        | Försäljning       |
| Titel                                                              | Albumdetaljer                                                                | USA             | USA R&B         | CAN             | AUS             | NZL             | UK              | SWI             | TYS             | NZ              | FRA             | Certifiering                        | Försäljning       |
| ------------------------------------------------------------------ | ---------------------------------------------------------------------------- | --------------- | --------------- | --------------- | --------------- | --------------- | --------------- | --------------- | --------------- | --------------- | --------------- | ----------------------------------- | ----------------- |
| Miss Thang                                                         | - Släppt: 18 juli 1995 - Skivbolag: Rowdy - Format: Kassett, CD              | 36              | 7               | 58              | —               | 9               | —               | —               | —               | 41              | —               | - USA: 3× Platina - KAN: Guld       | - USA: 1,451,000+ |
| The Boy Is Mine                                                    | - Släppt: 14 juli 1998 - Skivbolag: Arista - Format: Kassett, CD             | 8               | 2               | 7               | 8               | 16              | 52              | 3               | 17              | 6               | 20              | - USA: 3× Platina - KAN: 3× Platina | - USA: 2,016,000+ |
| All Eyez on Me                                                     | - Släppt: 21 oktober 2002 - Skivbolag: J - Format: CD                        | —               | —               | —               | —               | —               | —               | 88              | —               | —               | —               |                                     |                   |
| After the Storm                                                    | - Släppt: 17 juni 2003 - Skivbolag: J - Format: CD, Digital nedladdning      | 1               | 2               | 6               | —               | —               | 136             | —               | —               | —               | —               | - USA: Guld                         | - USA: 1,023,000+ |
| The Makings of Me                                                  | - Släppt: 3 oktober 2006 - Skivbolag: J - Format: CD, Digital nedladdning    | 8               | 1               | 24              | —               | —               | —               | —               | —               | —               | —               |                                     | - USA: 328,000+   |
| Still Standing                                                     | - Släppt: 23 mars 2010 - Skivbolag: J, RCA - Format: CD, Digital nedladdning | 2               | 1               | 191             | —               | —               | —               | —               | —               | —               | —               | - USA: Guld                         | - USA: 500,000+   |
| "—" Beteckning för album som inte gick in på försäljningslistorna. |                                                                              |                 |                 |                 |                 |                 |                 |                 |                 |                 |                 |                                     |                   |

## Singlar
| 1995 | "Don't Take It Personal (Just One of Dem Days)" | Miss Thang                      | 2   | 1         | 32 | 7   | 5  | —   | 20  | —   | —   |
| 1995 | "Like This and Like That"                       | Miss Thang                      | 7   | 1         | 33 | —   | 18 | —   | —   | —   | —   |
| 1995 | "Before You Walk Out of My Life"                | Miss Thang                      | 7   | 1         | 22 | —   | —  | 8   | —   | —   | —   |
| 1996 | "Why I Love You So Much"                        | Miss Thang                      | 9   | 3         | —  | —   | 22 | —   | —   | —   | —   |
| 1996 | "Ain't Nobody"                                  | The Nutty Professor (filmmusik) | 9   | 3         | —  | —   | —  | —   | —   | —   | —   |
| 1997 | "For You I Will"                                | Space Jam (filmmusik)           | 4   | 2         | 27 | 45  | 2  | 80  | 51  | —   | —   |
| 1998 | "The Boy Is Mine" (Duett med Brandy)            | The Boy Is Mine                 | 1   | 1         | 2  | 3   | 1  | 5   | 1   | 1   | 3   |
| 1998 | "The First Night"                               | The Boy Is Mine                 | 1   | 1         | 6  | 30  | 15 | 63  | 22  | 6   | —   |
| 1999 | "Angel of Mine"                                 | The Boy Is Mine                 | 1   | 2         | 55 | 12  | 36 | 22  | —   | 10  | —   |
| 1999 | "Inside"                                        | The Boy Is Mine                 | —   | —         | —  | —   | —  | —   | —   | —   | —   |
| 1999 | "Street Symphony"                               | The Boy Is Mine                 | 120 | 50        | —  | —   | —  | —   | —   | —   | —   |
| 1999 | "Right Here Waiting"                            | The Boy Is Mine                 | —   | 101       | —  | —   | —  | —   | —   | —   | —   |
| 2001 | "Just Another Girl"                             | Down to Earth (filmmusik)       | 64  | 34        | —  | —   | —  | —   | —   | —   | —   |
| 2002 | "All Eyez on Me"                                | All Eyez on Me                  | 64  | 32        | 29 | —   | 81 | —   | —   | 29  | —   |
| 2003 | "So Gone"                                       | After the Storm                 | 10  | 1         | 82 | —   | —  | —   | —   | 17  | —   |
| 2003 | "Knock, Knock"                                  | After the Storm                 | 75  | 24        | —  | —   | —  | —   | —   | —   | —   |
| 2003 | "Get it Off"                                    | After the Storm                 | 75  | —         | —  | —   | —  | —   | —   | —   | —   |
| 2004 | "U Should've Known Better"                      | After the Storm                 | 19  | 6         | —  | —   | —  | —   | —   | —   | —   |
| 2006 | "Everytime tha Beat Drop"                       | The Makings of Me               | 48  | 11        | —  | —   | —  | —   | —   | —   | —   |
| 2006 | "A Dozen Roses (You Remind Me)"                 | The Makings of Me               | —   | 48        | —  | —   | —  | —   | —   | —   | —   |
| 2010 | "Everything to Me"                              | Still Standing                  | 44  | 1         | —  | —   | —  | —   | —   | —   | —   |
| 2010 | "Love All Over Me"                              | Still Standing                  | 58  | 2         | —  | —   | —  | —   | —   | —   | —   |
| 2012 | "It All Belongs to Me" (Duett med Brandy)       | New Life                        | —   | 23        | —  | —   | —  | —   | —   | —   | —   |
|      |                                                 |                                 | USA | USA (R&B) | UK | AUS | NZ | TYS | NED | KAN | SVE |
|      |                                                 | Listettor                       | 3   | 7         | —  | —   | 1  | —   | 1   | 1   | —   |
|      |                                                 | Topp 10 hits                    | 10  | 13        | 2  | 2   | 3  | 2   | 1   | 2   | 1   |

### Marknadsföringssinglar
| 1999 | "Gone Be Fine"           | The Boy Is Mine   | —   | 105 | — | — | — | — | — | — | — |
| 2000 | "Keep It to Myself"      | The Boy Is Mine   | —   | —   | — | — | — | — | — | — | — |
| 2002 | "Too Hood"               | All Eyez On Me    | —   | —   | — | — | — | — | — | — | — |
| 2007 | "Sideline Ho"            | The Makings of Me | —   | 45  | — | — | — | — | — | — | — |
| 2007 | "Hell No (Leave Home)"   | The Makings of Me | —   | 114 | — | — | — | — | — | — | — |
| 2008 | "Still Standing"         | Still Standing    | —   | 74  | — | — | — | — | — | — | — |
| 2010 | "Here I Am"              | Still Standing    | —   | 83  | — | — | — | — | — | — | — |
| 2011 | "Anything (To Find You)" | New Life          | 116 | 25  | — | — | — | — | — | — | — |
| 2011 | "Until It's Gone"        | New Life          | —   | 22  | — | — | — | — | — | — | — |
| 2012 | "Without You"            | New Life          | —   | 91  | — | — | — | — | — | — | — |

### Andra låtar
| 2010 | "One in a Lifetime" | Still Standing | — | — | — | — | — | — | — | — | 66 |

### Som gästartist
| 1995 | "Freedom"                  | Panther (filmmusik)        | 44 | 18  | — | —   | —  | — | — | — | — |
| 2000 | "I've Got to Have It"      | Big Moma House (filmmusik) | —  | 67  | — | 100 | 76 | — | — | — | — |
| 2002 | "Too Hood"                 | All Eyez On Me             | —  | —   | — | —   | —  | — | — | — | — |
| 2004 | "Wake Up Everybody"        | Wake Up Everybody          | —  | 119 | — | —   | —  | — | — | — | — |
| 2007 | "I Aint Trying to Hear It" | Dirty Business             | —  | —   | — | —   | —  | — | — | — | — |
| 2009 | "Trust"                    | A Different Me             | 70 | 5   | — | —   | —  | — | — | — | — |
| 2010 | "Always"                   | Amazin'                    | —  | 42  | — | —   | —  | — | — | — | — |
| 2012 | "Hold On"                  | Identity                   | —  | —   | — | —   | —  | — | — | — | — |